# Alberto Rodríguez (football, 1974)
Pour les articles homonymes, voir Alberto Rodríguez.
Alberto Rodríguez Barrera, plus connu sous le nom de Alberto Rodríguez, né le 1er avril 1974 à Mexico au Mexique, est un footballeur international mexicain. 
Il joue au poste de défenseur avec le club du Cruz Azul Hidalgo (1,68 m pour 65 kg).

## Carrière

### En club
- 1992-1994 : Pumas UNAM -  Mexique
- 1994-1997 : CF Monterrey -  Mexique
- 1997-1998 : Necaxa -  Mexique
- 1998-2005 : CF Pachuca -  Mexique
- 2005-2008 : Cruz Azul -  Mexique
- Depuis 2008 : Cruz Azul Hidalgo -  Mexique

### En équipe nationale
13 sélections et 0 but avec  Mexique entre 2001 et 2005.

## Palmarès

### En club
- Avec CF Pachuca :
  - Champion du Mexique en 1999 (Invierno), 2001 (Invierno) et 2003 (Apertura).
  - Vainqueur de la Ligue des champions de la CONCACAF en 2003.

### En sélection
- Avec l'équipe du Mexique :
  - Finaliste de la Copa América en 2001.